# 즈바리 수도원

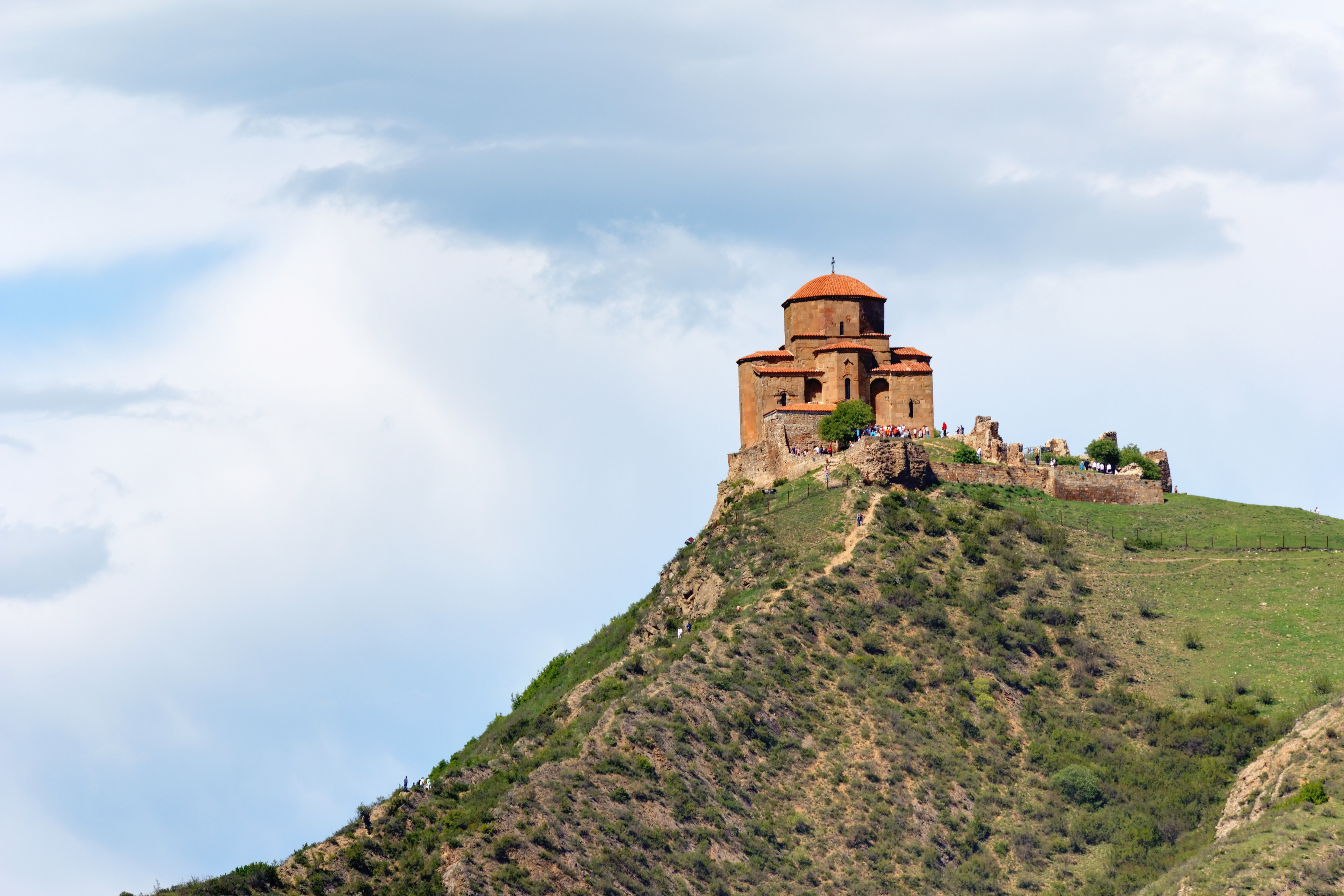
즈바리 수도원

즈바리 수도원(조지아어: ჯვრის მონასტერი)은 조지아 동부의 므츠헤타에 있는 6세기 조지아 정교회 수도원이다. 즈바리 수도원은 거의 변함없이 오늘날까지 살아남은 초기 중세 조지아 교회의 희귀한 사례다. 이 교회는 조지아와 아르메니아에서 널리 퍼진 즈바리 유형의 교회 건축의 처음이 되었다. 즈바리산 (해발 656m) 위에 지어진 이 수도원은 중세 조지아 건축의 특징인 자연 환경과의 조화로운 연결의 예다. 므츠헤타의 다른 역사적 구조물과 함께 이 수도원은 1994년 유네스코 세계유산으로 지정되었다.

## 역사
즈바리 수도원은 므츠바리강과 아라그비강이 합류하는 바위산 꼭대기에 자리 잡고 있으며, 예전에 이베리아 왕국의 수도였던 므츠헤타 마을을 내려다보고 있다.
전통적인 기록에 따르면, 4세기 초 이베리아의 미리안 3세를 기독교로 개종시킨 것으로 알려진 여성 전도사 성 니노가 이교 사원 부지에 큰 나무(또는 포도나무) 십자가를 세웠다고 한다. 이 십자가는 기적을 행할 수 있다고 전해지며, 코카서스 전역에서 순례자를 끌어 모았다. 545년경 구아람 1세의 통치 기간 동안 나무 십자가의 잔해 위에 작은 교회가 세워졌고, "즈바리의 작은 교회"라는 이름이 붙었는데, 여전히 북쪽에서 본 교회 옆에 보인다.
작은 교회는 인기 있는 순례지의 요구를 충족시키지 못했고, 현재의 건물 또는 "즈바리의 위대한 교회"는 일반적으로 구아람의 아들 에리슴타바리 스테포노즈 1세에 의해 590년에서 605년 사이에 지어졌다고 여겨진다.
914년, 사지드 왕조가 조지아를 침략했을 때, 이 교회는 아랍인들에 의해 불에 탔지만, 약간의 수리만으로 살아남을 수 있었다.
즈바리 복합 단지의 중요성은 시간이 지남에 따라 커졌고 많은 순례자를 끌어들였다. 중세 후기에 이 복합 단지는 돌담과 문으로 요새화되었고 그 잔해가 여전히 남아 있다. 소련 시대에 이 교회는 국가 기념물로 보존되었지만 인근 군사 기지의 엄격한 보안으로 인해 접근이 어려워졌다. 조지아의 독립 이후 이 건물은 활발한 종교적 용도로 복원되었다. 즈바리 수도원은 1994년에 므츠헤타의 다른 기념물과 함께 유네스코 세계유산으로 등재되었다.
그러나 수세기 동안 구조물은 비와 바람 침식과 부적절한 유지 관리로 인해 손상을 입고 있다.